# تندو خاتون
تندو خاتون أو دندو خاتون أو دندي خاتون (التركية: Döndü Hatun) (نشط في 1393 - 1419 م) كانت أميرة جلائرية وسيدة سلطنة الجلائريين في العراق في عامي 1411-1419.

## الخلفية
نسبها غير مؤكد. فبحسب عبد الرزاق السمرقندي، فهي ابنة الشيخ أويس معز الديني الجلائري في العراق. بينما قدمها مؤلف آخر، وهو الشبنكاري، على أنها ابنة حسن بزرك ودلشاد خاتون. في حين أن معظم المؤلفين في العصور الوسطى مثل المقريزي وابن العماد الحنبلي، وكذلك المؤلفين المعاصرين مثل Eduard von Zambaur (1866-1947)، ومحمد زهني (1845-1913) وبهرية أوجوك اعتقدوا أنها ابنة الشيخ حسين الجلائري.

## الزواجات

### برقوق
وبحسب الشبنكراي، فقد تزوجت أولًا من سيف الدين برقوق المملوكي المصري في عام 1393. رتّب الزواج عمه أحمد الجلائري كتحالف بين العراق ومصر ضد تيمورلنك. رُتب الزواج أثناء رحلة قامت بها مع عمها إلى القاهرة، حيث زُعم أن برقوق انبهر بجمالها وطلب يدها، وعندما عاد عمها إلى العراق، بقيت، بينما أرسلت مصر دعمًا من الجيوش المصرية لمساعدة العراق ضد تيمور. ويقال إن الزواج كان سعيدًا من وجهة نظر برقوق، إذ قيل إنه كان يحبها كثيرًا. لكن تندو لم تحب الحياة في مصر وكانت تحن كثيرًا إلى وطنها، وفي نهاية المطاف سمح لها برقوق بالعودة إلى العراق.

### شاه ولد
وفي العراق تزوجت من ابن عمها، شاه ولد الجلائري، وريث أحمد. لكن أحمد قُتل على يد قره يوسف في عام 1410، فأرسل ابنه شاه محمد للاستيلاء على بغداد، حيث ارتقى شاه ولد إلى العرش مؤخرًا.

## الحُكم
وسرعان ما عرض بخشيش، الحاكم العسكري لبغداد، تندو للزواج من الابن. صعد بخشيش إلى السلطة مؤخرًا بعد قتل أمراء منافسين في بغداد. إلا أنه قُتل في ليلة زفافه. وبحسب تاريخ الغياثي فإن تندو هي التي أمرَت بالقتل. ثم بدأت تندو في نشر شائعة مفادها أن عمه أحمد كان "مختبئًا" بالفعل وسيعود لإنقاذ شعبه قريبًا، وأمر أهل بغداد بالاحتفال لمدة 3 أيام. وانتهزت الفرصة وهربت من المدينة مع أبناء ولد الستة وذهبت إلى واسط ثم إلى تستر. وبعد أن تعززت قوتها في تستر والبصرة وواسط، ورد أن تندو تولت السلطة بنفسها كحاكمة، وظلت في السلطة لمدة ثماني سنوات مع محمود وأويس الثاني. ومع ذلك، لم تكن سلطة الجلايريين آمنة، وبالتالي خضعت لشاه روخ للحفاظ على سيطرة خوزستان. ويروي الحنبلي أن الخطبة كانت باسمها على المنابر، وتُضرب النقود باسمها إلى أن توفيت 822 هـ (1419/1420م) . وتولى ابنها السلطة بعدها. ووفقًا لفاطمة مرنيسي، كانت تندو واحدة من الحاكمات المسلمات اللاتي استوفين المعايير الإسلامية للسيادة.